# Päpstliches Theologisches Institut Johannes Paul II. für Ehe- und Familienwissenschaften
Das Päpstliche Theologische Institut Johannes Paul II. für Ehe- und Familienwissenschaften (lateinisch Pontificium Institutum Theologicum pro Scientiis de Matrimonio et Familia) wurde am 8. September 2017 von Papst Franziskus mit dem apostolischen Schreiben Summa familiae cura in Form eines Motu proprio errichtet. Das seit 1981 bestehende Päpstliche Institut Johannes Paul II. für Studien zu Ehe und Familie wurde mit demselben Schreiben aufgelöst.

## Vorlauf
Papst Johannes Paul II. errichtete im Jahr 1981 mit der apostolischen Konstitution Magnum Matrimonii Sacramentum das Päpstliche Institut für Studien zu Ehe und Familie. Den Papst bewegte dabei die Frage der pastoralen Sorge und Verantwortung.
Das nachsynodale Schreiben Amoris laetitia über die Liebe in der Familie Papst Franziskus’ bezog sich auf die Beratungen und Ergebnisse der ordentlichen Bischofssynode zu den pastoralen Herausforderungen der Familie im Kontext der Evangelisierung. Im Nachgang zu den beiden Bischofssynoden über Ehe und Familie meldeten einige Institutsvertreter wiederholt ihre Bedenken über die Veränderungen und die Weiterentwicklung der kirchlichen Morallehre an. 
Noch im August 2016 hatte der Papst Erzbischof Vincenzo Paglia zum neuen Großkanzler des Instituts ernannt. Ende Oktober 2016 richtete sich der Papst in einer persönlichen Ansprache direkt an das Institut und forderte es zu einer Neuorientierung auf. Mit seinem Motu proprio Summa familiae cura löste Papst Franziskus das bisherige Institut auf.

## Das neue Institut
Das neue Institut trägt den Namen Päpstliches Theologisches Institut Johannes Paul II. für Ehe- und Familienwissenschaften. Es ist berechtigt, die akademischen Grade Diplom, Lizentiat und Doktorat zu verleihen und gehört zur Päpstlichen Lateranuniversität. Studierende können Abschlüsse in zwei Studienrichtungen erlangen: zum einen Theologie der Ehe und der Familie, zum anderen Wissenschaften der Ehe und der Familie. 
Der Schwerpunkt der Institutsarbeit soll es sein, „den anthropologisch-kulturellen Wandel“ zu berücksichtigen. Weiterhin sollen die Ergebnisse der beiden Bischofssynoden über Ehe und Familie, wie in Amoris laetitia festgehalten, vertieft werden. Es soll mit dem Dikasterium für Laien, Familie und Leben zusammenarbeiten. 
Erster Großkanzler des Instituts war Erzbischof Vincenzo Paglia. Seit dem 19. Mai 2025 ist Baldassare Kardinal Reina Großkanzler.